# نفس دوباره
نفس دوباره (فرانسوی: Le deuxième souffle‎؛ ‏انگلیسی: Second Breath) فیلمی در ژانر سرقت، نئو نوآر و جنایی به کارگردانی ژان-پیر ملویل است که در سال ۱۹۶۶ منتشر شد. از بازیگران آن می‌توان به لینو ونتورا اشاره کرد.
- لینو ونتورا
- پل موریس
- ریمون پلیگران
- مارسل بوتزوفی
- میشل کنستانتان
- پل فرانکر
- پیر زیمر
- آلبر میشل
- کریستین فابرگا
- ژاک لئونارد
- ژان نگرونی
- پیر گراسه
- دونی مانوئل

1. ↑  Vincendeau 2003, p. 239.
2. ↑  "Second Breath". unifrance.org. Retrieved 2014-02-20.